# Cybill Shepherd

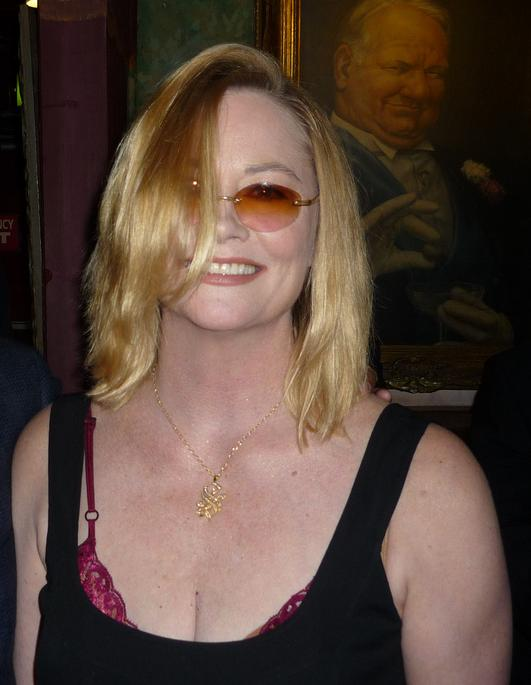
2010

Cybill Lynne Shepherd (ur. 18 lutego 1950 w Memphis) – amerykańska aktorka, modelka i piosenkarka. Trzykrotna laureatka Złotego Globu dla najlepszej aktorki w serialu komediowym lub musicalu.
21 stycznia 1988 otrzymała własną gwiazdę w Alei Gwiazd w Los Angeles znajdującą się przy  Hollywood Boulevard.

## Życiorys

### Wczesne lata
Urodziła się w Memphis w stanie Tennessee jako córka Patty (z domu Shobe) Shepherd Micci i Williama „Billa” Jenningsa Shepherda, menadżera biznesu artykułów gospodarstwa domowego. Jej imię Cybill powstało od imienia jej dziadka Cy i jej ojca Billa. W 1966, w wieku 16 lat zdobyła tytuł Miss Nastolatek Memphis w konkursie Miss Nastolatek Ameryki, gdzie zdobyła nagrodę. W 1968, mając 18 lat wzięła udział w konkursie „Modelka roku”, gwiazdy mody lat 60. XX wieku i uczestniczyła w zajęciach z modelkami w szkole średniej i później.
W 1968 ukończyła Memphis East High School. Naukę kontynuowała w College of New Rochelle  w New Rochelle, w stanie Nowy Jork, a następnie w Hunter College w Nowym Jorku. Studiowała na Uniwersytecie Nowojorskim i Uniwersytecie Południowej Kalifornii w Los Angeles.

### Kariera
W 1970 reklamowała L’Oréal, gdy zwróciła uwagę reżysera Petera Bogdanovicha. Jego ówczesna żona, Polly Platt, twierdziła, że widziała okładkę w sklepie spożywczym Ralphs w południowej Kalifornii, powiedziała „To Jacy”, odnosząc się do postaci w filmie Bogdanovicha – i ostatecznie została zaangażowana do roli Jacy Farrow w dramacie obyczajowym Ostatni seans filmowy (1971) u boku Timothy’ego Bottomsa i Jeffa Bridgesa. Za rolę była nominowana do Złotego Globu dla najbardziej obiecującej nowej aktorki. Wkrótce zagrała postać manipulującej ludzkimi uczuciami Kelly Corcoran w mrocznej komedii romantycznej Elaine May Kid złamane serce (The Heartbreak Kid, 1972) z Charlesem Grodinem.
W 1972 była modelką firmy Kodak. Była na okładkach magazynów takich jak „Glamour” (w czerwcu 1970, w lipcu 1971, w maju 1973, w październiku 1986), „Life” (w grudniu 1971), „Vogue” (w marcu 1972), „People” (w maju 1974, w grudniu 1987), „Ekran” (w lipcu 1976), „Esquire” (w styczniu 1986), „McCall’s” (w marcu 1986), „Newsweek” (we wrześniu 1986), „Harper’s Bazaar” (we wrześniu 1986, w lutym 1991), „Rolling Stone” (w październiku 1986), „Interview” (w listopadzie 1986), „Entertainment Weekly” (we wrześniu 1990) i „TV Guide” (w kwietniu 1996).
Spotkała się ponownie z Peterem Bogdanovichem na planie melodramatu Daisy Miller (1974) na podstawie powieści Henry’ego Jamesa, gdzie wystąpiła w głównej roli jako Annie P. „Daisy” Miller oraz komedii muzycznej Ostatnia miłość (At Long Last Love, 1975) jako Brooke Carter z Burtem Reynoldsem. W kultowym filmie Martina Scorsese Taksówkarz (Taxi Driver, 1976) z główną rolą Roberta De Niro zebrała dobre recenzje za swoją rolę eterycznej Betsy. W czarnej komedii Dama zniknęła (The Lady Vanishes, 1979), remake’u filmu Alfreda Hitchcocka z 1938 Starsza pani znika, z Angelę Lansbury i Elliottem Gouldem zagrała spadkobierczynię, dziedziczkę Amandę Kelly, która w pociągu ekspresowym jadącym przez przedwojenne Niemcy (przed II wojną światową) poznaje podróżującą tym samym pociągiem tytułową nianię, która zniknęła.
Uczyła się aktorstwa w klasie prowadzonej przez Stellę Adler, gdy otrzymał ofertę pracy w Dinner Theatre w Norfolk i zwróciłem się o radę do przyjaciela, Orsona Wellesa. Zachęcał ją do zdobycia doświadczenia scenicznego przed publicznością, z dala od surowych krytyków wielkomiejskich z Nowego Jorku czy Los Angeles. W rezultacie powróciła do rodzinnego Memphis, by pracować w regionalnym teatrze.
W 1982 Shepherd powróciła do Nowego Jorku i niedługo potem wystąpiła na scenie w przedstawieniu Lunch Hour. Wystąpiła jako Colleen Champion w operze mydlanej – westernie NBC The Yellow Rose (1983) z Samem Elliottem, Davidem Soulem i Edwardem Albertem. W komediowym serialu kryminalnym ABC Na wariackich papierach (Moonlighting, 1985–1989) jako Madeline „Maddie” Hayes wspólnie z Bruce’em Willisem tworzyła parę wspólników, prywatnych detektywów. Za rolę otrzymała dwa Złote Globy i nominację do Emmy.
Po występie w komedii romantycznej Emile’a Ardolina Wszystko jest możliwe (Chances Are, 1989) u boku Roberta Downeya Jr. i Ryana O’Neala, po 20. latach, powróciła na ekran w roli Jacy Farrow w dramacie Petera Bogdanovicha Texasville (1990). Wystąpiła w komedii romantycznej fantasy Woody’ego Allena Alicja (Alice, 1990) i czarnej komedii Eugene’a Levy’ego Była sobie zbrodnia (Once Upon a Crime, 1992) z Johnem Candym. Kreacja Cybill Sheridan, aktorki zmagająca się z przesadną grą aktorską w filmach klasy B i operach mydlanych, w sitcomie CBS Cybill (1995–1998) przyniosła jej Złoty Glob i trzy nominacje do Emmy.
W 2012 zadebiutowała na Broadwayu jako Alice Russel w spektaklu Gore’a Vidala Ten najlepszy w Gerald Schoenfeld Theatre, gdzie wystąpili także: James Earl Jones, John Stamos, John Larroquette, Kristin Davis i Elizabeth Ashley.

## Życie prywatne
Na początku lat 70. spotykała się z Elvisem Presleyem i opiekowała się nim, ale nie mogła poradzić sobie z jego uzależnieniem od narkotyków i ostatecznie wybrała swojego chłopaka, reżysera Petera Bogdanovicha, zamiast Presleya. Zgodziła się umówić się z Jackiem Nicholsonem, aby Bogdanovich był zazdrosny. Później odwołała randkę, a Nicholson nie odezwał się ponownie, z wyjątkiem powiedzenia „Cześć” na imprezie wiele lat później. Robert De Niro chciał się z nią związać podczas kręcenia Taksówkarza (1976), jednak odrzuciła go, a De Niro nie rozmawiał z nią prywatnie przez resztę zdjęć.
W 1978, po powrocie do domu w Memphis, poznała i zaczęła się spotkać z Davidem M. Fordem, lokalnym dealerem części samochodowych i artystą nocnego klubu. W tym samym roku zaszła w ciążę i 19 listopada 1978 wyszła za mąż. Ich córka, Clementine Ford, urodziła się 29 czerwca 1979. Małżeństwo zakończyło się rozwodem 23 września 1982.
Podczas kręcenia miniserialu telewizyjnego NBC Długie, gorące lato (The Long Hot Summer, 1985), gdzie występowała jako Eula Varner, romansowała z Donem Johnsonem. 1 marca 1987 poślubiła chiropraktyka Bruce’a Oppenheima. Mieli bliźniaki: syna Cyrusa Zachariaha i córkę Molly Ariel (ur. 6 października 1987). Jednak 20 marca 1990 doszło do rozwodu.

## Filmografia
- 1971: Ostatni seans filmowy (The Last Picture Show) jako Jacy Farrow
- 1972: Kid złamane serce (The Heartbreak Kid) jako Kelly
- 1974: Daisy Miller jako Annie P. 'Daisy' Miller
- 1975: Ostatnia miłość (At Long Last Love) jako Brooke Carter
- 1976: Taksówkarz (Taxi Driver) jako Betsy
- 1976: Special Delivery jako Mary Jane
- 1977: Srebrny interes (Silver Bears) jako Debbie Luckman
- 1978–1984: Fantasy Island jako Liz (gościnnie) (serial TV)
- 1979: Dama zniknęła (The Lady Vanishes) jako Amanda Kelly
- 1980: The Return jako Jennifer
- 1983–1984: Masquerade jako Carla (gościnnie) (serial TV)
- 1983–1984: The Yellow Rose jako Colleen Champion (serial TV)
- 1984: Secrets of a Married Man jako Elaine
- 1985–1989: Na wariackich papierach[20] jako Maddie Hayes (serial TV)
- 1985: Seduced jako Vicki Orloff
- 1985: Długie, gorące lato (The Long Hot Summer) - Eula Varner – remake filmu z 1958
- 1989: Wszystko jest możliwe (Chances Are) jako Corinne Jeffries
- 1991: Poślubieni (Married to It) jako Claire
- 1992: Była sobie zbrodnia (Once Upon a Crime...) jako Marilyn Schwary
- 1993: Nasz Mały Chłopiec (There Was a Little Boy) jako Julie
- 1993: Morderstwo na zlecenie (Telling Secrets) jako Faith Kelsey
- 1994: Kiedy sprawiedliwość śpi (While Justice Sleeps) jako Jody Stokes
- 1994: Dziecko z ogłoszenia (Baby Brokers) jako Debbie
- 1994: Ostatnie słowo (The Last Word) jako Kiki Taylor
- 1995–1998: Cybill jako Cybill Sheridan (serial TV)
- 1997: Z głębi serca (Journey of the Heart) jako Janice Johnston
- 1999: Muza (The Muse) jako ona sama
- 2002–2005: 8 prostych zasad[21] jako Maggie (gościnnie), serial TV
- 2002: Prosto na wschód (Due East) jako Nell Dugan
- 2003: Martha, Inc.: The Story of Martha Stewart jako Martha Stewart
- 2004: Słowo na L[22] jako Phyllis Kroll (serial TV)
- 2005: Detektyw (Detective) jako Karen
- 2005: Martha za kratkami (Martha Behind Bars) jako Martha Stewart
- 2006: Open Window jako Arlene
- 2006: Pieskie szczęście (Hard Luck) jako Cass
- 2009: W samo południe (High Noon) jako Essie MacNamara
- 2010: Expecting Mary jako Meg
- 2010: Barry Munday jako pani Munday
- 2011: 4Chosen jako Govenor Whitman

## Dyskografia
- Cybill Does It...To Cole Porter (wyd. Paramount Records, 1974)
- Mad About the Boy (wyd. Tombstone, 1976)
- Cybill Getz Better (wyd. Inner City Records, 1976)
- Vanilla (wyd. Gold Castle, 1979)
- Somewhere Down the Road (wyd. Gold Castle, 1990)
- Talk Memphis to Me (wyd. Drive Archive, 1997)
- Songs from The Cybill Show (1999)
- Live at the Cinegrill (2001)
- At Home With Cybill (2004)
- Jazz Baby Volumes 1–3 (2005)

gościnnie
- At Long Last Love (soundtrack) (1975)
- Moonlighting Soundtrack (1987)

## Nagrody
| Rok  | Nagroda               | Kategoria                                           | Serial                  |
| ---- | --------------------- | --------------------------------------------------- | ----------------------- |
| 1986 | People’s Choice Award | Ulubiona aktorka w nowym serialu telewizyjnym       | Na wariackich papierach |
| 1986 | Złoty Glob            | Najlepsza aktorka w serialu komediowym lub musicalu | Na wariackich papierach |
| 1987 | Złoty Glob            | Najlepsza aktorka w serialu komediowym lub musicalu | Na wariackich papierach |
| 1988 | People’s Choice Award | Ulubiona artystka telewizyjna                       | Na wariackich papierach |
| 1988 | People’s Choice Award | Ulubiona wszechstronna artystka estradowa           | –                       |
| 1996 | Złoty Glob            | Najlepsza aktorka w serialu komediowym lub musicalu | Cybill                  |
| 2010 | GLAAD Media Awards    | Nagroda Złotej Bramy                                | –                       |